# Gare de Bitche
La gare de Bitche, anciennement « gare de Bitche-Ville », est une gare ferroviaire française de la ligne de Haguenau à Hargarten - Falck, située sur le territoire de la commune de Bitche, dans le département de la Moselle, en région Grand Est.
Mise en service en 1869 par la Compagnie des chemins de fer de l'Est, elle est fermée par la Société nationale des chemins de fer français en 2014 après l'arrêt complet des circulations sur la ligne.

## Situation ferroviaire
Établie à 307 mètres d'altitude, la gare de Bitche est située au point kilométrique (PK) 44,957 de la ligne de Haguenau à Hargarten - Falck entre les gares fermées de Bitche-Camp et de Lemberg. Elle se trouve sur la section inexploitée de la ligne, entre Niederbronn-les-Bains et Sarreguemines.

## Histoire
La gare de Bitche est mise en service le 15 décembre 1869, par la Compagnie des chemins de fer de l'Est, lorsqu'elle ouvre à l'exploitation la section de Sarreguemines à Niederbronn-les-Bains. Elle est située à proximité des fortifications sur décision de Napoléon III, contre l'avis des militaires qui désiraient l'en éloigner pour des raisons stratégiques. Pour ces mêmes raisons son bâtiment voyageurs, proche du type C de la Compagnie de l'Est, est construit en matériaux légers pour être facilement déconstruit en cas de conflit.

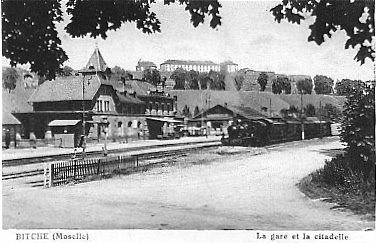
La gare, au début du XXe siècle.

Après l'annexion de l'Alsace-Lorraine à l'Empire allemand, le bâtiment voyageurs devient trop petit pour absorber le trafic qui a augmenté du fait de l'installation d'un nouveau camp militaire. Les autorités décident de détruire le bâtiment d'origine et de le remplacer par un nouveau, adoptant le style donjon en pierres de taille caractéristique des chemins de fer d'Alsace-Lorraine et du Luxembourg après 1870. Devant être inauguré à l'occasion d'une visite de l'empereur Guillaume II, la Direction générale impériale des chemins de fer d'Alsace-Lorraine (EL) réussit à tenir les délais et le 14 mai 1903 l'empereur est accueilli dans le nouvel édifice.
Le 19 juin 1919, la gare entre dans le réseau de l'Administration des chemins de fer d'Alsace et de Lorraine (AL), à la suite de la victoire française lors de la Première Guerre mondiale. Puis, le 1er janvier 1938, cette administration d'État forme avec les autres grandes compagnies la SNCF, qui devient concessionnaire des installations ferroviaires de Bitche. Cependant, après l'annexion allemande de l'Alsace-Lorraine, c'est la Deutsche Reichsbahn qui gère la gare pendant la Seconde Guerre mondiale, du 1er juillet 1940 jusqu'à la Libération (en 1944 – 1945).
Bitche comportait également un dépôt-relais secondaire.
La section de Niederbronn-les-Bains à Bitche est fermée au service des marchandises le 29 septembre 1996, puis au service voyageurs le 4 novembre 1996. La desserte de la gare se poursuit par la relation Sarreguemines - Bitche.
La gare a remporté le 3e Prix spécial des Gares du Conseil national de villes et villages fleuris (CNVVF) en 2006, derrière celles de Cahors et d'Abbeville.
En décembre 2011, la ligne est endommagée par un glissement de terrain. Dégagée et consolidée, la voie ne permet plus qu'une vitesse limitée à 10 km/h sur ce tronçon. Les autorités des transports : ministère, SNCF et région reculent devant le coût présenté par Réseau ferré de France (RFF) pour la remise en état de la voie, environ 40 millions d'euros, et décident de fermer la ligne au service voyageurs en reportant la desserte sur route. Le bâtiment voyageurs de la gare conserve cependant un guichet ouvert. Un train militaire pour le camp de Bitche circule encore le 24 février 2012.
La gare est finalement fermée le 5 octobre 2014. La section de ligne de Bitche à Sarreguemines est également fermée à toutes circulations.
En 2014, la SNCF estime la fréquentation annuelle de la gare, alors desservie uniquement par autocars, à 27 488 voyageurs.
Les horloges de la gare ont été dérobées fin juillet 2018. Des objets ont également été volés à l'intérieur du bâtiment.
Une association espère faire circuler un train touristique entre Sarreguemines et Bitche. Une opération de débroussaillage des abords de la gare a été organisée le 25 août 2018.

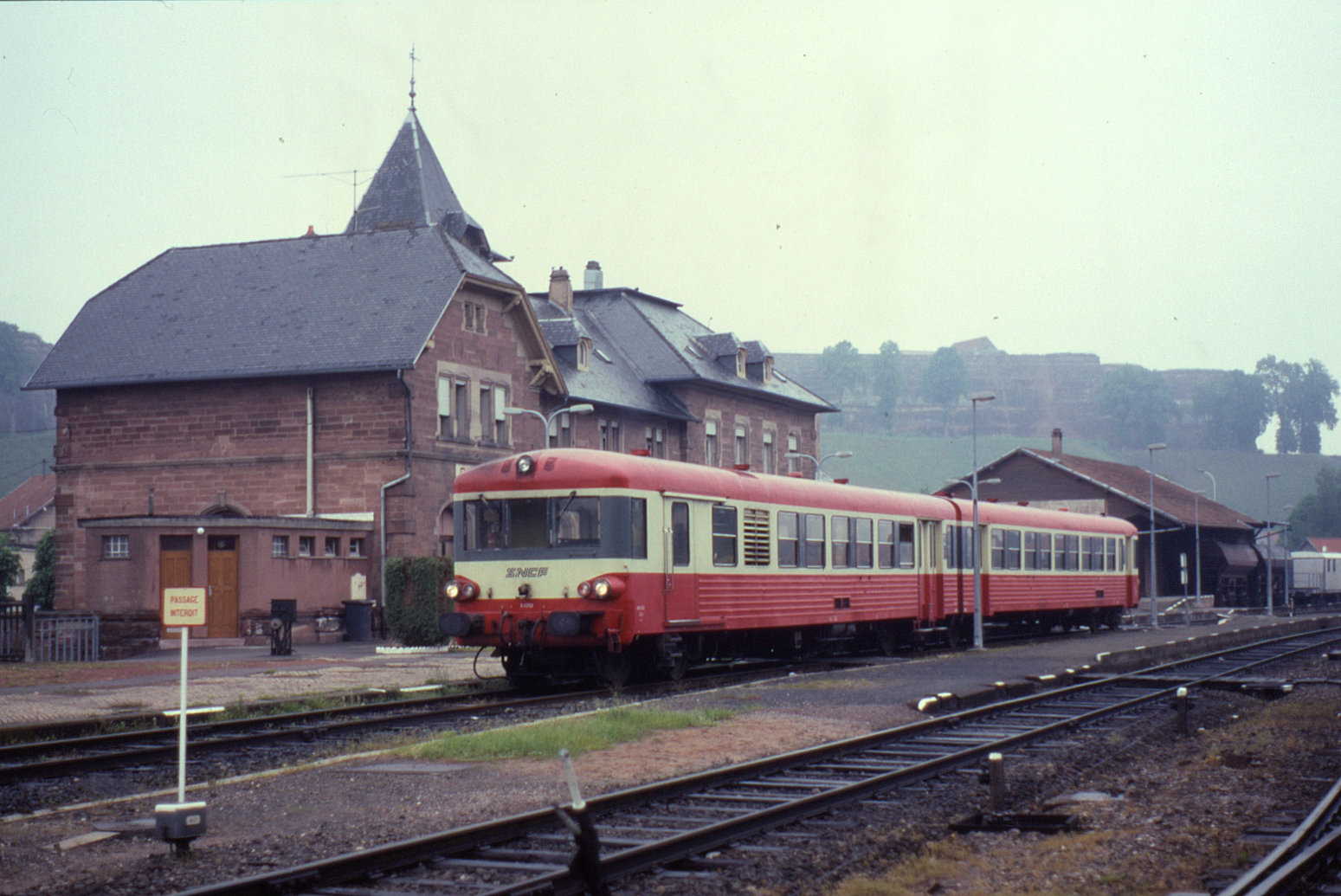
Desserte en 1991.
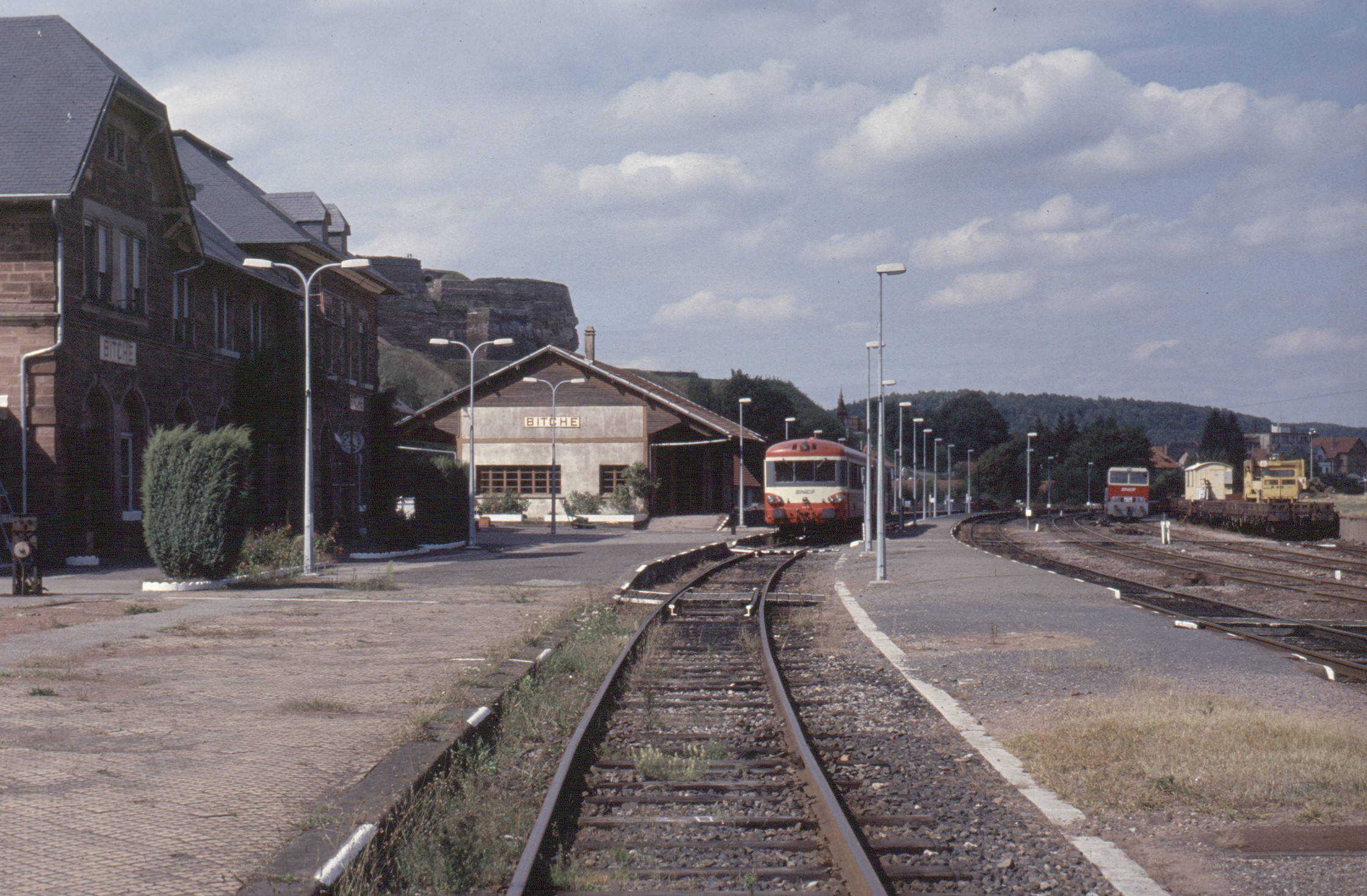
Les quais et voies en 1993.
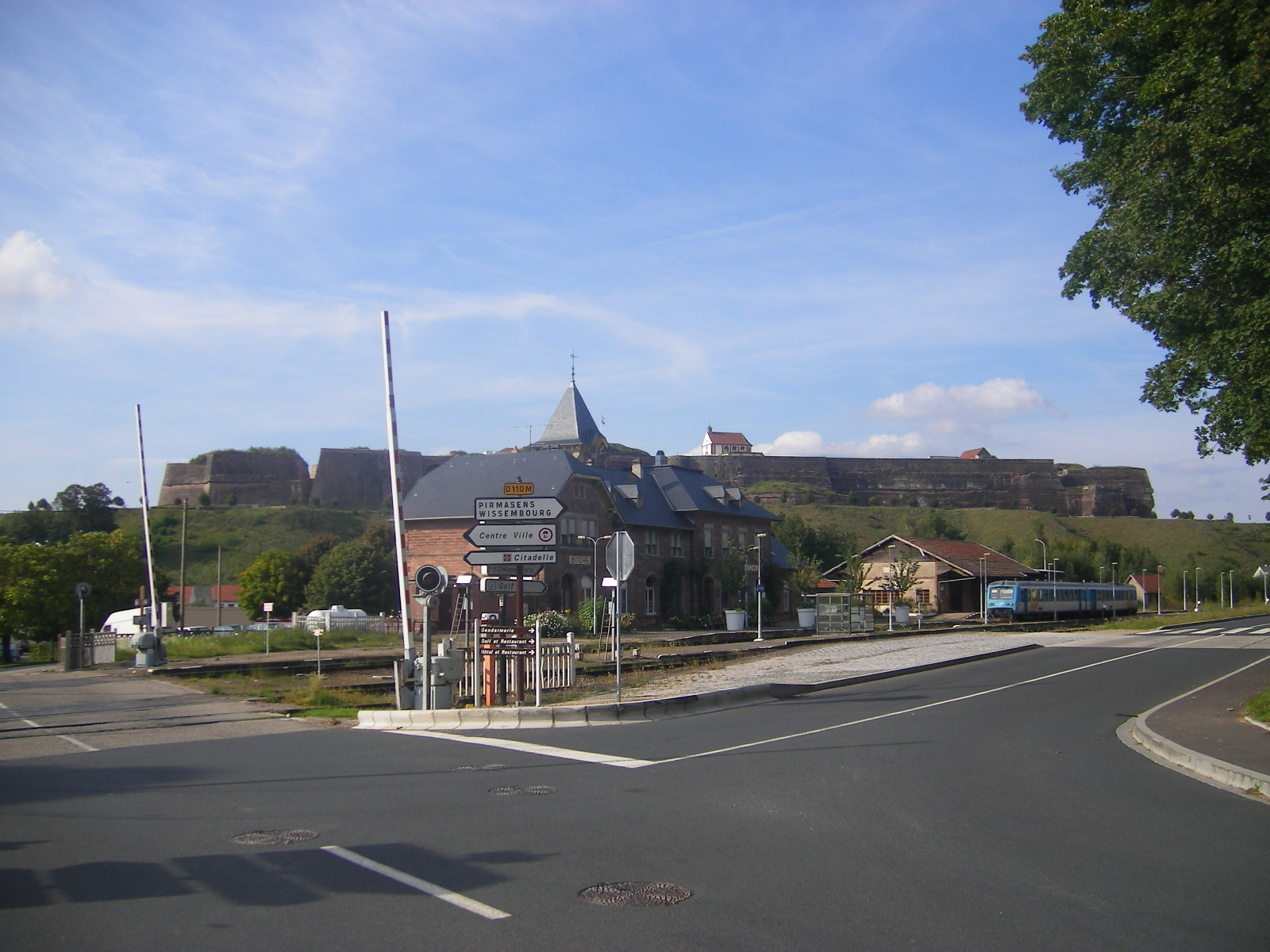
Desserte en 2007.

## Service routier de substitution
Le site de la gare est desservi uniquement par des autocars TER en direction de Haguenau, Niederbronn-les-Bains et Sarreguemines.